# Амоксицилин/Клавуланова киселина
Аугментин (на английски: Augmentin) или ко-амоксиклав (на английски: Co-Amoxiclav) е название на комбиниран пеницилинов антибиотик, съдържащ амоксицилин (под формата на трихидрат или натриева сол) и клавуланова киселина (под формата на калиев клавуланат). Други антибиотични препарати съдържащи амоксицилин са: Amoksiklav, Curam, Enhancin, Forcid Solutab, Medoclav.